# Almoines
Almoines település Spanyolországban, Valencia tartományban. Almoines Bellreguard, Beniarjó, Gandia, Rafelcofer és Real de Gandía községekkel határos. Lakosainak száma 2643 fő (2024).

## Népesség
A település lakosságának változását az alábbi diagram mutatja:
| Lakosok száma | 1665 | 1668 | 2086 | 2395 | 2398 | 2300 | 2343 | 2414 | 2473 | 2643 |
|               | 2001 | 2004 | 2007 | 2009 | 2012 | 2014 | 2017 | 2019 | 2022 | 2024 |